# Lago Scaffaiolo
Il lago Scaffaiolo è un lago montano situato nel territorio del comune di Fanano in Provincia di Modena, nell'alto Appennino modenese. Il suo nome sembra derivi da scaffa, termine presumibilmente longobardo che significherebbe "avvallamento nel terreno", "depressione".

## Caratteristiche
(Giovanni Boccaccio)

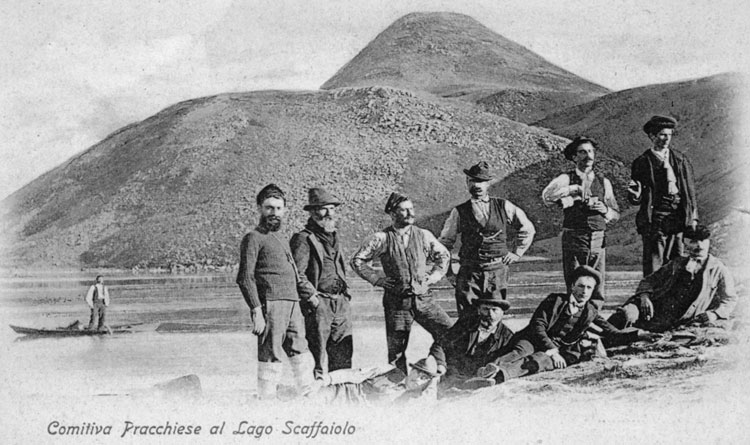
Comitiva al lago Scaffaiolo proveniente da Pracchia (immagine di inizi '900).

A differenza di altri laghi dell'Appennino Tosco-Emiliano (es. lago Santo modenese, lago Baccio, lago Turchino, lago Piatto), il lago Scaffaiolo non è un lago di origine glaciale, ma deve la sua origine ad azioni di alterazione chimica e fisica, con conseguente disfacimento del macigno (questo spiega l'impermeabilità del terreno), e all'azione di neve e venti; è di forma vagamente simile a quella di un parallelogramma, e sembra sia alimentato dalle acque piovane, dalla fusione delle nevi e da una falda (ubicata sotto il Monte Cupolino: cd. vene del lago). L'origine della sua alimentazione, ritenuta nei secoli passati misteriosa ed ancora discussa, è stata oggetto di studio fin dal 1700. 
Questo lago è situato sotto la vetta del monte Cupolino (1853 m s.l.m.) ed a meno di due ore di cammino dal Corno alle Scale (1.945 m s.l.m.). Su un suo fianco è edificato il più antico rifugio alpino dell'Appennino Tosco-Emiliano, il Rifugio Duca degli Abruzzi, inaugurato il 30 giugno 1878: fin dal 1800 il lago Scaffaiolo è sempre stato meta di escursioni turistiche di gruppo sia dal versante toscano che da quello emiliano.
Vicino, a nord ovest, è situato in un avvallamento, di origine glaciale, un piccolo ristagno di acqua, chiamato Lago d'Acqua Marcia. Dal Lago Scaffaiolo passa il Sentiero Italia che percorre tutta la dorsale appenninica fino alle Alpi, qui coincidente con il Sentiero Europeo E1.
Nel lago sono assenti pesci, ma sono presenti molti girini. Non sono presenti boschi nelle vicinanze, ma praterie erbose e ampie distese di mirtilli. 
E' da sempre soggetto a repentini ed improvvisi cambiamenti di clima, forti venti, tempeste ed è spesso circondato da nebbia, come ben descritto da Boccaccio: per questi motivi, nonostante la semplicità del percorso che potrebbe trarre in inganno sulla facile gestibilità dell'escursione, si consiglia di raggiungere il lago soltanto in giornate chiaramente limpide e stabili. Il lago Scaffaiolo si ritrova completamente coperto da neve e ghiaccio nei mesi invernali: per raggiungerlo sono richieste prudenza e adeguata attrezzatura senza farsi trarre in inganno dalla semplicità del percorso conosciuta durante il periodo estivo.

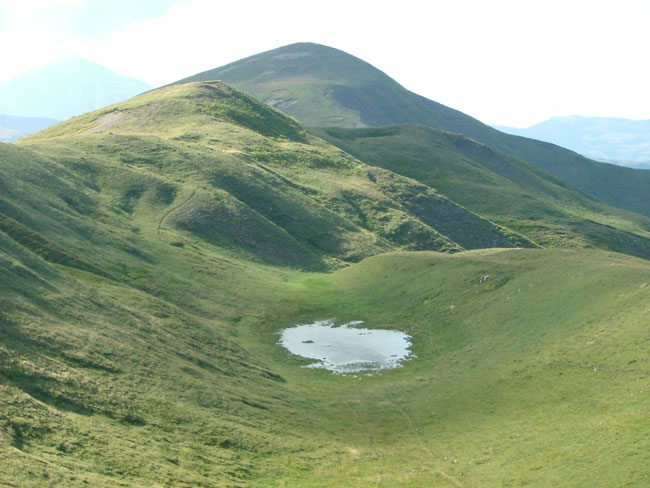
Lago d'Acqua Marcia
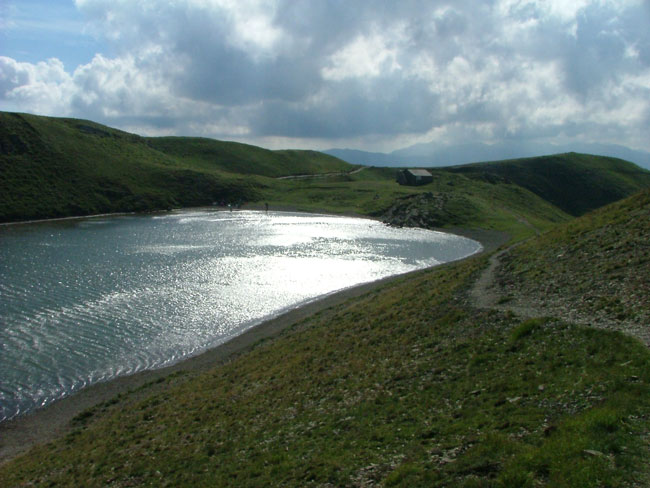
Scorcio Lago Scaffaiolo 1
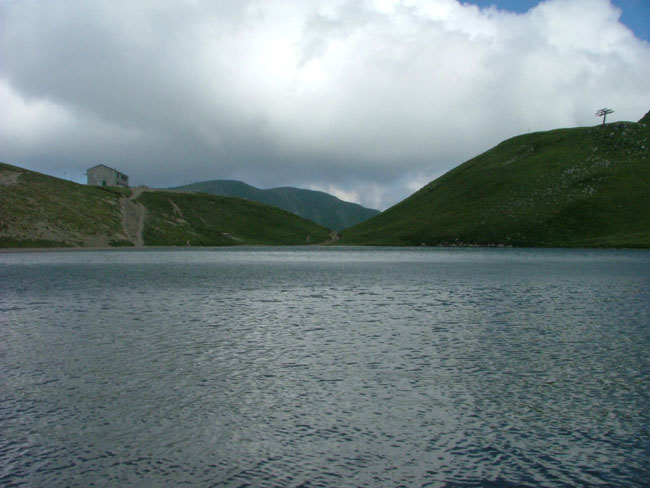
Scorcio Lago Scaffaiolo 2
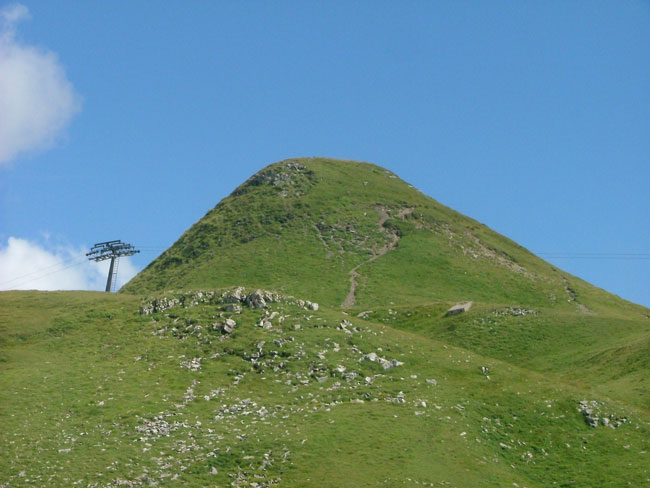
Monte Cupolino
Tramonto sul Lago Scaffaiolo